# Fenilidrazina
Fenilidrazina (também citada como fenilhidrazina) é o composto químico orgânico com a fórmula C6H5NHNH2. Químicos orgânicos abreviam o composto como PhNHNH2 (sendo o Ph do inglês phenyl, fenil).